# Villa San Agustín
Villa San Agustín é uma cidade da Argentina, localizada na província de San Juan.